# Tom of Finland
Touko Valio Laaksonen (8/5/1920 – 7/11/1991, nghệ danh: Tom of Finland) là họa sĩ người Phần Lan nổi tiếng với các bức tranh về chủ đề đồng tính nam, có tác động đến văn hóa cộng đồng LGBT những năm cuối thế kỷ 20. Trong khoảng 40 năm, ông đã sáng tác hơn 3500 bản vẽ. Các nhân vật nam trong tranh của ông thường có dương vật lớn và mặc đồ bó sát.

## Thời thơ ấu
Laaksonen sinh ra và lớn lên trong một gia đình trung lưu ở Kaarina, một thị trấn ở phía tây nam Phần Lan, gần thành phố Turku. Cha mẹ ông đều là giáo viên trường học.
Ông đi học ở thành phố Turku. Năm 1939, khi 19 tuổi, Touko chuyển đến sống ở Helsinki để học ngành quảng cáo. Vào thời gian rảnh, ông bắt đầu vẽ những bức tranh khêu gợi, dựa trên những công nhân lao động mà ông quan sát trong đời sống.

## Hình ảnh

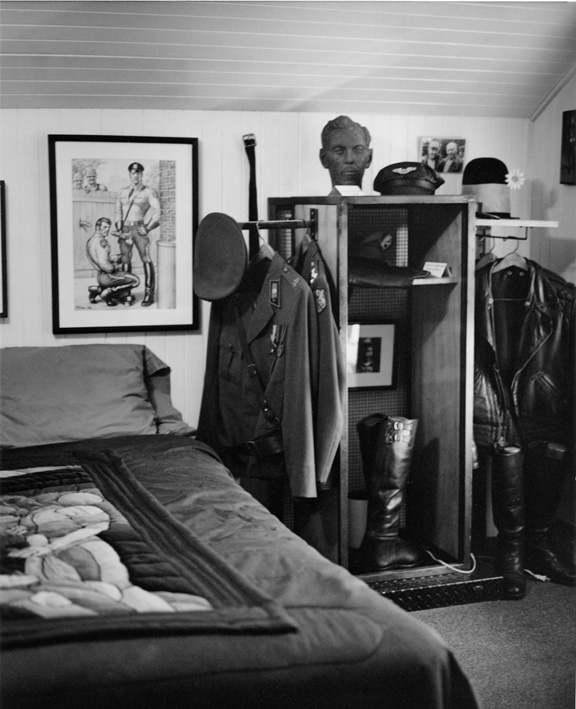
Căn phòng của Tom tại Tom of Finland Foundation, Los Angeles, 2002